# Dipterocarpus palembanicus
Dipterocarpus palembanicus är en tvåhjärtbladig växtart. Dipterocarpus palembanicus ingår i släktet Dipterocarpus och familjen Dipterocarpaceae.

## Underarter
Arten delas in i följande underarter:
- D. p. borneensis
- D. p. palembanicus